# Jan Sielewicz
Jan Władysław Sielewicz, syn Stefana i Heleny z d. Wołejko (ur. 24 czerwca 1882 w majątku Justynowo, gmina Świr, powiat święciański, gubernia wileńska, zm. 1943) – polski duchowny katolicki, Sprawiedliwy wśród Narodów Świata.

## Życiorys
Święcenia kapłańskie przyjął w 1906 w Wilnie. W latach 1920—1930 był proboszczem kościoła Świętego Jerzego w Wielkich Świrankach. Od 1930 w parafii w Wornianach. Był proboszczem tej parafii oraz dziekanem worniańskim. Pochowany w parafii Świr. Działacz niepodległościowy. Zarządzeniem Prezydenta RP z 19 czerwca 1938 odznaczony Medalem Niepodległości. W 2000 uhonorowany pośmiertnie tytułem Sprawiedliwy wśród Narodów Świata za pomoc Żydom w czasie okupacji (w tym zakresie współpracował m.in. z ks. Michałem Sopoćką).